# Волков Олександр Петрович
Олександр Петрович Волков (нар. 21 вересня 1910, село Видогощ Тверського повіту Тверської губернії, тепер Тверської області, Російська Федерація — 26 грудня 1990, місто Москва) — радянський діяч, голова виконавчого комітету Московської обласної ради, голова Ради Союзу Верховної Ради СРСР, голова Державного комітету РМ СРСР з питань праці і заробітної плати. Член ЦК КПРС у 1956—1971 роках. Депутат Верховної Ради СРСР 4—8-го скликань. 

## Життєпис
Народився в родині робітника. У 1925—1926 роках — учень мідника, учень фабрично-заводського училища при заводі № 1 Авіахіму в Москві.
У 1926—1930 роках — робітник-мідник авіаційно-хімічного заводу № 1 у Москві.
У 1930—1936 роках — студент Московського авіаційного інституту.
Член ВКП(б) з 1931 року.
У 1936—1937 роках — інженер-конструктор авіаційного заводу № 22 у Москві. У 1937—1938 роках — начальник конструкторської групи авіаційного заводу № 124 у Казані. У 1938—1939 роках — начальник конструкторської групи авіаційного заводу № 84 у Москві.
У 1939—1940 роках — інструктор промислового відділу Московського обласного комітету ВКП(б).
У 1940—1941 роках — заступник завідувача оборонного відділу Московського обласного комітету ВКП(б).
У 1941—1943 роках — завідувач відділу авіаційної промисловості Московського обласного комітету ВКП(б).
У 1943 році — секретар Московського обласного комітету ВКП(б) з авіаційної промисловості. У 1943—1950 роках — заступник секретаря Московського обласного комітету ВКП(б) з авіаційної промисловості.
У 1950 — вересні 1952 року — секретар Московського обласного комітету ВКП(б).
8 вересня 1952 — 25 червня 1956 року — голова виконавчого комітету Московської обласної ради депутатів трудящих.
Одночасно 20 квітня 1954 — 14 липня 1956 року — голова Ради Союзу Верховної Ради СРСР.
6 червня 1956 — 26 липня 1974 року — голова Державного комітету Ради міністрів СРСР з питань праці і заробітної плати.
З серпня 1974 року — персональний пенсіонер союзного значення в Москві.
Похований на Донському цвинтарі міста Москви.

## Нагороди і звання
- чотири ордени Леніна
- орден Трудового Червоного Прапора
- орден Вітчизняної війни ІІ ст.
- орден «Знак Пошани»
- медалі